# Dreisen
Dreisen település Németországban, Rajna-vidék-Pfalz tartományban. Lakosainak száma 944 fő (2023. december 31.).

## Népesség
A település népességének változása:
| Lakosok száma | 778  | 1028 | 960  | 955  | 963  | 938  | 944  |
|               | 1975 | 2010 | 2017 | 2019 | 2021 | 2022 | 2023 |